# 稲城県
稲城県（とうじょう-けん、ダプパ、'dab pa）は中国四川省カンゼ・チベット族自治州の南端に位置する県。ダプパは歴史的には「稲壩」とも書かれ、チベット語で谷間に開けた地という意味。
県内には雪山と生物相が有名な観光地、亜丁自然保護区があり、亜丁空港の建設を進めることでさらに多くの観光客を呼び観光資源の開発を進めようとしている。

## 地理
チベット高原の東南の縁にあたり、横断山脈の東側にあり高い峰々が連なる。海抜は2,000mから最高地点で6,032mにも達する、高山と峡谷の多い地形である。
稲城亜丁では希少な植物相や動物相が保たれ、また雪山を見る観光地でもある。3つのチベット族の聖なる山は中国の「十大名山」の一つに数えられる。2003年に「亜丁生物圏保護区」としてユネスコの生物圏保護区に指定された。

## 歴史
ダプパの総人口のうちチベット族の割合は96%にも達する。曲嶺寺のような寺院も多い。ダプパはかつては吐蕃の勢力範囲でもあり、清朝はチベット族の土司たちを通じて間接支配を行ってきたが、清末の1907年に理塘（リタン）土司の統治下にあったこの地に稲城県を置き、次第に直接支配を強めていった。清朝が崩壊した後、稲城は混乱の時期に入った。稲城は1930年代から50年代まで「土頭」と言う地域の指導者に支配された。

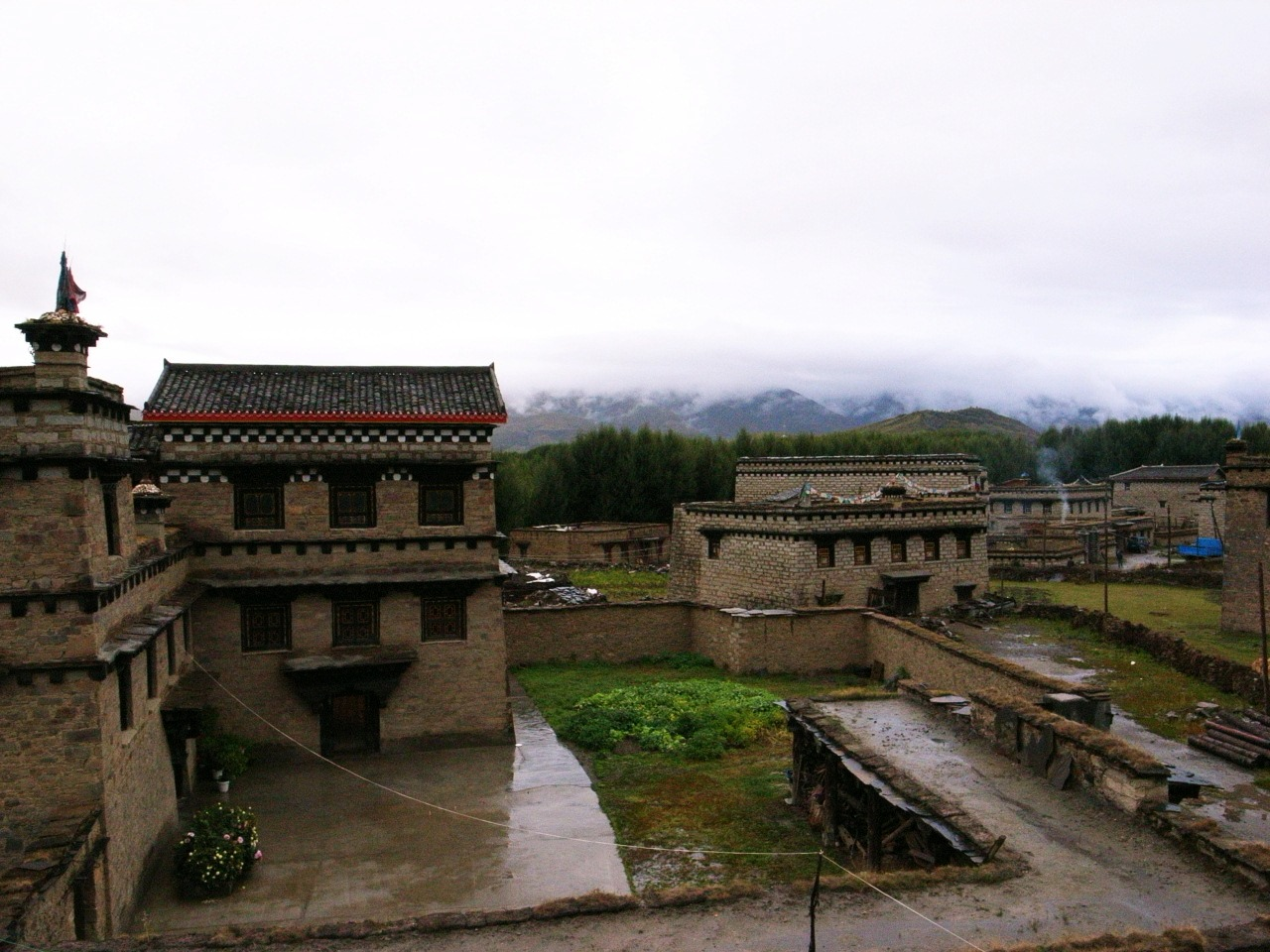
稲城県にあるホテルから望む風景

## 行政区画
| 区分 | 数 | 名称                                         |
| ---- | -- | -------------------------------------------- |
| 鎮   | 5  | シャングリラ（香格里拉） 金珠 桑堆 吉呷 噶通 |
| 郷   | 8  | 省母 巨龍 鄧波 木拉 赤土 蒙自 各卡 俄牙同    |

## 交通
- 稲城亜丁空港

## 健康・医療・衛生
- 稲城県人民医院
- 稲城県中蔵医院